# Quatuors à cordes de Bartók
Pour les articles homonymes, voir Quatuor à cordes (homonymie).
Les quatuors à cordes de Béla Bartók sont six œuvres de musique de chambre composées entre 1908 et 1939. Ils témoignent de l'évolution des recherches du compositeur hongrois, et représentent un des sommets de son œuvre. Des esquisses d'un septième quatuor existent, inachevées.

## Les six quatuors à cordes de Bartók
Les quatuors à cordes constituent une partie emblématique de l'œuvre musicale de Béla Bartók, « dans un monde de raffinements rythmiques et mélodiques incomparable ». Au nombre de six, leur composition s'étale sur une trentaine d'années,. Un septième quatuor est resté inachevé, interrompu par la mort du compositeur.
Ces œuvres de musique de chambre témoignent de l'évolution des créations de Béla Bartók et de l'évolution de la musique classique contemporaine : « égalité des douze sons chromatiques, appuis sur d'autres pivots que ceux de la tonalité, nouvelles techniques instrumentales, émancipation du rythme et de la sonorité ».
Ces quatuors forment un ensemble d'une curieuse symétrie, avec le premier quatuor, une œuvre de jeunesse, à laquelle répond l'ébauche du septième resté inachevée, et au centre de cet ensemble, les seconde, troisième, quatrième, cinquième et sixième quatuors (composés respectivement en 1917, 1927, 1928, 1934 et 1940) qui comptent dans les créations les plus magistrales de Bartók.

## Entre traditions et mutations

### Esthétique générale des quatuors
Béla Bartók conçoit ses quatuors de façon très différentes individuellement, mais certains éléments sont récurrents. Ainsi, l'accélération des tempi au cours de l'œuvre se fait de façon progressive. Le premier quatuor présente par exemple une progression lento, puis allegretto, allegro et enfin vivace (là aussi inspiré des mouvements 1, 4 et 7 du quatuor à cordes no 14 de Ludwig van Beethoven). Le mouvement lent va être le point d'appui des premiers quatuors, et c'est jusqu'à son deuxième quatuor qu'il va inverser la forme vif-lent-vif pour avoir un mouvement rapide encadré de deux mouvements lents, à l'image de ce qu'avait déjà fait Charles Ives dans son quatuor à cordes no 2.

### Émancipation de la forme sonate
Béla Bartók refuse le compromis de la forme sonate pour les premiers mouvements de ses quatuors à cordes. Ainsi, le premier mouvement de son quatuor à cordes no 1 commence non par une fugue, mais par un fugato libre inspiré du quatuor à cordes no 14 de Ludwig van Beethoven. De plus, dans ses premiers quatuors, il change son premier mouvement en un mouvement généralement lent, comme dans le premier quatuor qui débute par un Lento, et qui, en outre, contient de multiples indications d'exécution, entraînant parfois des changements infimes comme le changement de tempo  = 66 à la mesure 44 et  = 63 à la mesure 53. Le Lento initial de son premier quatuor est donc un départ vers un crescendo de tempo, renouvelant l'esthétique et la position du mouvement lent, mis comme deuxième ou troisième mouvement. De plus, la forme du mouvement en lui-même, tout comme celui du quatuor à cordes no 2 est celui de la forme lied.

### Mutations du scherzo
Le quatuor à cordes no 1, op. 7 (Sz. 40 BB 52) commence la synthèse faite par Béla Bartók de la tradition viennoise moderne du scherzo et des sources populaires et paysannes. Ce quatuor ne contient pas de scherzo au sens propre du terme, mais les deuxième et troisième mouvements, tous deux de forme sonate et d'allure vive et rythmée ont l'esprit du scherzo. Le finale du quatuor, avec sa note répétée en batterie et qui porte en germe tout le mouvement, fait la fusion de la « pulsion paysanne » et l'écriture traditionnelle du quatuor à cordes. On peut déceler dans ce premier quatuor l'influence de Claude Debussy autant que de Ludwig van Beethoven. L'œuvre est au moins en partie inspirée par l'amour sans issue de Bartók pour la violoniste Stefi Geyer. En revanche, pour le quatuor à cordes no 2, c'est le second mouvement qui présente une énergie rythmique, dans un « débordement dionysiaque qui n'a de précédent que dans la partie centrale de l'Opus 135 de Beethoven ». Ce mouvement central, d'une forme ABA très fortement élargie et complexifiée contient pourtant un matériau musical d'une grande simplicité, qui consiste d'abord en un battement de triton puis d'un battement de tierce. Cette combinaison induit une grande succession de processus dynamiques, donnant la forme d'ensemble. Si Ludwig van Beethoven a eu dans le presto du quatuor à cordes no 14 une idée similaire mais intuitive, c'est l'emboîtement de différents éléments hiérarchisés entraîne la création de la grande forme chez Béla Bartók. Pour Bernard Fournier, ce mouvement « conjugue mobilité dialogique et groupement rigide de voix », où le caractère populaire induit des mouvements de groupement et des structures massives tandis que le dialogue se fait soit de groupe à groupe soit de voix seule à un groupe, mais rarement d'une voix à une autre.

### Explosion des voix, entre concertato et solo
Dans son traitement du quatuor à cordes, Béla Bartók ne fait plus dialoguer les voix l'une avec l'autre, mais plutôt par bloc, et il peut y avoir des moments de solistes, où un seul instrument joue, ce qui est le cas dans son quatuor à cordes no 6. À travers une voix seule, Bartók donne « un sentiment de déréliction » par la solitude d'une voix instrumentale au sein d'un ensemble.

## Quatuor à cordesno1enlamineur
Le quatuor à cordes no 1, op. 7 (Sz. 40 BB 52) commence la synthèse faite par Bela Bartok de la tradition viennoise moderne du scherzo et des sources populaires et paysannes. Ce quatuor ne contient pas de scherzo au sens propre du terme, mais les deuxième et troisième mouvements, tous deux de forme sonate et d'allure vive et rythmée ont l'esprit du scherzo. Le finale du quatuor, avec sa note répétée en batterie et qui porte en germe tout le mouvement, fait la fusion de la « pulsion paysanne » et l'écriture traditionnelle du quatuor à cordes.
Il est composé à Budapest entre 1907 et 1909 (la partition est datée du 27 janvier de cette année). On peut déceler dans ce premier quatuor l'influence de Claude Debussy et de Ludwig van Beethoven. L'œuvre est au moins en partie inspirée par l'amour sans issue de Bartók pour la violoniste Stefi Geyer.
Ce quatuor est créé le 19 mars 1910 par le quatuor Waldbauer-Kerpely. Sa première édition hongroise est publiée un an plus tard. Son exécution demande environ une demi-heure.
1. Lento
2. Allegretto
3. Introduzione : allegro - Allegro vivace

## Quatuor à cordesno2enlamineur
Le quatuor à cordes no 2, op. 17 (Sz. 67)
Composé de 1915 à 1917, soit près de 8 ans après son précédent, à Radoskereztur, il est dédié au quatuor Waldbauer-Kerpely qui le crée le 3 mars 1918 à Budapest. L'oeuvre contribue à la renommée de Bartók en Hongrie. Sa première édition date de 1920. Son exécution demande un peu moins d'une demi-heure.
1. Moderato
2. Allegro molto cappriccioso
3. Lento

## Quatuor à cordesno3endodièse mineur (Sz. 85)
Il a été composé à Budapest en septembre 1927, soit près de 10 ans après son précédent, et, profitant de sa première visite aux États-Unis, Bartók le dédie à la Musical Fund society de Philadelphie. Il bénéficie du prix Coolidge, avec Alfredo Casella, partageant près de 6000 dollars. Il est créé en 1928 à Philadelphie puis le 19 février 1929 à Budapest, par le quatuor Waldbauer-Kerpely. Dans cette période de création, les thèmes folkloriques s'amenuisent et la musique de Bartók s'universalise.
Ce quatuor se compose de deux parties suivies de deux mouvements plus brefs rappelant les thèmes des deux premiers, le tout étant joué d'une seule traite. C'est le plus court de ses quatuors, son exécution ne demandant qu'un quart d'heure environ.
1. Prima parte : moderato
2. Seconda parte : allegro
3. Ricapitulazione della prima parte : moderato
4. Coda : allegro molto

## Quatuor à cordesno4enutmajeur (Sz. 91)
Composé à Budapest de juillet à septembre 1928, soit un an après le précédent, il est dédié au Quatuor Pro Arte, et créé le 20 mars 1929 à Budapest par le quatuor Waldbauer-Kerpely. Sa structure est beaucoup plus complexe que celle de ses trois premiers quatuors. Il est composé de cinq courts mouvements à peu près symétriques par leurs thèmes (le premier répondant au dernier et le second au quatrième). Il emploie une grande variété de techniques de jeu dont des glissandi et des pizzicati. Son exécution demande environ une vingtaine de minutes.
1. Allegro
2. Prestissimo, con sordino
3. Non troppo lento
4. Allegretto pizzicato
5. Allegro molto

## Quatuor à cordesno5ensibémol (Sz. 102)
Il a été composé à Budapest entre août et septembre 1934, soit près de 7 ans après son précédent. Il est dédié à Elisabeth Sprague-Coolidge et a été créé à Washington par le Quatuor Kolisch le 8 avril 1935 et publié un an plus tard.
Il comporte cinq mouvements. Sa structure reprend celle qui est présente de son quatrième quatuor, en arche (Forme A–B–C–B–A), où les parties se répondent symétriquement par rapport au mouvement central. Bartók parcourt dans cette œuvre l'ensemble de l'échelle tonale. Son exécution demande environ une demi-heure.
1. Allegro
2. Adagio molto
3. Scherzo : alla bulgarese
4. Andante
5. Finale : allegro vivace

## Quatuor à cordesno6enrémajeur (Sz. 114)
Il a été composé à Saanen en Suisse puis à Budapest, où il doit retourner précipitamment du fait du conflit naissant et de la maladie de sa mère, d'août à novembre 1939, soit 4 ans après le précédent. Il s'agit de la dernière œuvre de l'artiste en Hongrie, avant que ce dernier ne quitte son pays pour les États-Unis. Il est dédié au Quatuor Kolisch, et a été créé à New York le 20 janvier 1941.
Il se compose de quatre mouvements et son exécution demande un peu moins d'une demi-heure. Chaque partie débute par une mélodie lente et mélancolique (Mesto), présentée par chaque instrument du quatuor, qui envahit progressivement chaque mouvement pour former la totalité du dernier.
1. Mesto - vivace
2. Mesto - Marcia
3. Mesto : burletta - Moderato
4. Mesto

## Interprétations
Cet ensemble de six quatuors a fait l'objet d'enregistrement intégral, par exemple par le Quatuor Juilliard. Lors de son premier concert au Great American Music Hall (en), à San Francisco, le Kronos Quartet a joué ces six quatuors de Bartók, enthousiasmant un public pourtant bien plus habitué au jazz et au blues. En 1950, l'intégrale des quatuors de Bartók est interprété à Paris par le Quatuor Végh. La critique Suzanne Demarquez date de cette interprétation une meilleure prise en considération de la musique de ce compositeur par le public français.

## Discographie
- Quatuor Juilliard (1949[18], 1963[19] et 1981, CBS/Sony[20]) (OCLC 49522504), (OCLC 941808603 et 223190890) ;
- Quatuor Végh (1952, Les Discophiles français/EMI ; 1972, Valois[21]) (OCLC 610854087 et 956266318) ;
- Quatuor Hongrois (juin/juillet 1955, Testament ; 1961, DG[22]) (OCLC 701033628) ;
- Quatuor de Tokyo (1975–1980, DG[23] ; 1993–1995, RCA[24]) (OCLC 990066007 et 35053963) ;
- Quatuor Lindsay (1981, ASV) (OCLC 77492712) ;
- Quatuor Alban Berg (1983–1986, EMI) (OCLC 19392461) ;
- Quatuor Takács (1984, Hungaroton[25] ; 1996, Decca[26], également en DVD vidéo) (OCLC 837502356), (OCLC 75205419 et 491589328);
- Quatuor Keller (novembre 1993/décembre 1994, Erato)[27] (OCLC 659237780) ;
- Quatuor Párkányí (transformation du Quatuor Orlando) : 1 et 2[28] parus en 2006; 3e et 4e[29] en 2006-2008; 5e et 6e[30] : en 2006 chez Praga (OCLC 77009807).
- Quatuor Diotima : intégrale 2019[31] chez Naïve, Nommée aux International Classical Music Awards (en) en 2019 en musique de chambre[32]